# Nyamaagiin Enkhbold
Nyamaagiin Enkhbold (né en 1957), est un homme politique mongol. Ministre des Affaires étrangères du 28 janvier 2006 au 4 décembre 2007.